# Bambi-Verleihung 1960
Die 12. Bambi-Verleihung fand am 27. März 1960 in der Schwarzwaldhalle in Karlsruhe statt. Die Preise beziehen sich auf das Jahr 1959.

## Die Verleihung
So gut wie nichts Neues gab es bei den Gewinnern in den Schauspielkategorien (inklusive der im Vorjahr neu eingeführten Nachwuchskategorien). Von den sechs Gewinnern waren fünf dieselben wie im Vorjahr, nur in der Kategorie Schauspieler international konnte Vorjahreszweiter Rock Hudson den Vorjahressieger Tony Curtis auf den zweiten Platz verdrängen.

## Preisträger
Aufbauend auf der Bambidatenbank.

### Künstlerisch wertvollster internationaler Film
Orfeu Negro

### Künstlerisch wertvollster deutscher Film
Die Brücke

### Wirtschaftlich erfolgreichster internationaler Film
Die zehn Gebote

### Wirtschaftlich erfolgreichster deutscher Film
Freddy Quinn für Freddy, die Gitarre und das Meer

### Nachwuchsschauspieler
Hansjörg Felmy

### Nachwuchsschauspielerin
Sabine Sinjen

### Schauspieler International
Rock Hudson

### Schauspielerin International
Gina Lollobrigida

### Schauspieler National
O. W. Fischer

### Schauspielerin National
Ruth Leuwerik